# Етаноламин
Етаноламин или 2-аминоетанол или моноетаноламин (съкратено ЕТА или МЕА) или коламин е аминоалкохолен биогенен амин с химична формула HO-CH2CH2NH2. Молекулата е първичен амин и първичен алкохол (заради хидроксилната група). Етаноламин е безцветна, вискозна течност с миризма напомняща на амоняк. Неговите производни са широко разпространени в природата, например липиди.
Етаноламина образува група аминолкохоли. Класът антихистамини се определя като етаноламини, които включват карбиноксамин, клемастин, дименхидринат, дифенхидрамин и доксиламин.

## Промишленото производство
Моноетаноламин се получава чрез взаимодействие на етиленов оксид с воден разтвор на амоняк; реакцията също произвежда диетаноламин и триетаноламин. Съотношението на продуктите може да се регулира чрез промяна на стехиометрията на реагентите.
Тази реакция е екзотермична и е необходим контрол, за да се предотврати неконтролируема реакция.

## Биохимия
Етаноламин се биосинтезирра чрез декарбоксилиране на аминокиселината серин:
HOCH2CH(CO2H)NH2 → HOCH2CH2NH2 + CO2
Групата на етаноламините е втората най-често срещана при състава на фосфолипидите, изграждащи биологичните мембрани (особено при прокариотите), например фосфолипида фосфатидилетаноламин. Други, като палмитоилетаноламид, се използват като сигнални молекули, които действат на СВ1 рецепторите.

## Приложения
Етаноламин обикновено се нарича моноетаноламин или MEA, за да се различи от диетаноламин (ДЕА) и триетаноламин (ТЕА). Той се използва като суровина в производството на почистващи препарати, емулгатори, лакове, лекарства, инхибитори на корозия и междинни химични продукти.

### Пречистване на газ
Както и други амини, моноетаноламин е слабо основни и това свойство се използва при използването му в прочистването на газ.

### Други приложения
Във фармацевтичните препарати МЕА се използва предимно за буфериране или приготвяне на емулсии. МЕА може да се използва като регулатор на рН в козметиката.
Това също е инжекция склерозант като възможности за лечение на хемороиди. 2-5 мл етаноламинов олеат може да бъде въведен в лигавицата малко над хемороида, за да предизвика язви на лигавицата и мукозна фикация, като по този начин предотвратява от появата на хемороиди спуснати от аналния канал.

### рН-контрол
Етаноламин често се използва за алкализация на вода в парни цикли електроцентрали, включително атомни електроцентрали с реактори с вода под налягане. Тази алкализация се извършва за контрол на корозията на металните части. 